# Lyrognathus fuscus
Lyrognathus fuscus is een spinnensoort in de taxonomische indeling van de vogelspinnen (Theraphosidae).
Het dier behoort tot het geslacht Lyrognathus. De wetenschappelijke naam van de soort werd voor het eerst geldig gepubliceerd in 2010 door West en Nunn.